# Here (Idina Menzel)
Here è il secondo album in studio della cantante e attrice statunitense Idina Menzel, pubblicato nel 2004.

## Tracce
1. Here – 3:39
2. You'd Be Surprised – 4:31
3. If I Told You – 4:00
4. Penny – 4:02
5. Once Upon A Time – 3:46
6. So Beautiful – 3:27